# Turócremete
Turócremete (1899-ig Vriczkó, 1907-ig Vrickó; szlovákul: Vrícko, németül: Münnichwies(en)) község Szlovákiában, a Zsolnai kerületben, a Turócszentmártoni járásban.

## Fekvése
Turócszentmártontól 28 km-re délnyugatra fekszik.

## Története
A települést a zsolnai német jog alapján alapították a 14. században. 1594-ben „Vriczkopole” néven egy birtokvitával kapcsolatban említik először, mely a zniói jezsuiták és prónai nemesek között zajlott. Német neve „Münichweise”, „Münich-Wies”, „Mönichwies” volt. A jezsuiták birtokolták, 1715-ben malommal és 31 háztartással rendelkezett. 1773-ban „Wriczko” néven említik. A 18. század végén a kincstáré lett. 1784-ben 89 házában 1173 lakos élt.
A 18. század végén Vályi András így ír róla: „VRICZKÓ. Minich Viesen. Német, és tót falu Túrócz Várm. földes Ura a’ Tudományi Kintstár, lakosai katolikusok, kik között a’ Tótok Olajkárosok, fekszik Trentsén Vármegye felé, nagy hegyek között egy szegeletben; határjának földgyei a’ hegyeken széjjel vagynak, zabot szoktak termeszteni; hogy pedig annál jobb termések legyen, a’ hegyeknek magasságok miatt, mivel a’ földet szekéren hordott trágyával nem zsírozhattyák, olly szorgalmatosak, hogy e’ munkát gyalog viszik véghez, marhával bővelkedik és téjjel; magas hegyei Klak, Fekete Kőszikla, és Hollerstein, mellyekből leg jobb vizek tsergedeznek; a’ tetőjikben legelők vagynak, de a’ nagy hidegek miatt a’ marha kevés ideig használhattya; vannak ezen hegyekben nagy vájások, és barlangok is, főképen Hollerstein hegye olly tágas, hogy Rákóczy alatt való zúrzavaros világban 100 lovas katonáknak, minden hozzájok meg kívántató eszközökkel, egygy egész hónapig szállást adott.”
1828-ban 92 háza és 1512 lakosa volt. Lakói főként favágással, ácsmunkákkal, állattartással, idénymunkákkal, szövéssel, faárukészítéssel foglalkoztak.
Fényes Elek 1851-ben kiadott geográfiai szótárában így ír a faluról: „Vriczkó, (Münichviesen), Thurócz m. vegyes tót-német f. a Baran hegye alatt, Znio-váraljától nyugotra 1/2 mfld. Lakja 1512 kath., kik közt sok olajat készitő találtatik. Kat. paroch. templom. Határa felette hegyes, annyira, hogy a lakosok hátukon viszik fel a trágyát földjeikre, erdeje nagy, legelője bőven levén, sok tehenet tartanak, a tejből vajat, sajtot készitenek. Van még itten egy Hollerstein nevü barlang, mellyben a Rákóczy idejekor 100 lovas magát 1 hónapig oltalmazta. F. u. a pesti egyetem. Ut. p. Rudnó.”
A trianoni diktátumig Turóc vármegye Stubnyafürdői járásához tartozott.
1945 után német lakosságát erőszakkal kitelepítették, helyükre szlovákok költöztek.

## Népessége
| Év:            | 1994. | 2004.   | 2014.   | 2024.   |
| -------------- | ----- | ------- | ------- | ------- |
| Emberek száma: | 397   | 427     | 451     | 433     |
| Eltérés:       |       | +7,55 % | +5,62 % | -3,99 % |

| Év:            | 2023. | 2024.   |
| -------------- | ----- | ------- |
| Emberek száma: | 438   | 433     |
| Eltérés:       |       | -1,14 % |

1910-ben 2052, túlnyomórészt német lakosa volt.
2001-ben 401 lakosából 389 szlovák volt.
2011-ben 469-en lakták, ebből 454 szlovák, 3 magyar.

## Nevezetességei
- Római katolikus temploma eredetileg 17. századi reneszánsz stílusú volt. A 18. század első felében barokk stílusban építették át. 1788-ban bővítették és átépítették.
- Haranglába a 19. század első felében épült.

## Külső hivatkozások
- E-obce.sk[halott link]
- Községinfó
- Turócremete Szlovákia térképén